# María Martha Díaz Velásquez
María Martha Díaz Velásquez, también conocida como la Heroína del Chinazo, (Tegucigalpa, 30 de agosto de 1951) es una empresaria y política hondureña. Trabajó durante el período presidencial de Carlos Flores (1998-2001) donde fungió por primera vez como Ministra del Instituto Nacional de la Mujer, del cual es fundadora. En 2009 se le volvió a otorgar el mismo cargo ministerial.

## "La Heroína"
Díaz estuvo presa en los Estados Unidos en 1998, por un año, por desacato a la ley para la protección de sus hijos, ya que estaba siendo amenazada con ser separada de ellos, arrebatándole su custodia. Estas amenazas surgieron a raíz del escándalo político que se desató cuando ella denunció ante el Ministerio Público los actos de corrupción asociados con la venta de nacionalidad hondureña, con pasaportes falsos, a miles de ciudadanos chinos, conocido popularmente como El Chinazo.
Los que principalmente figuraron como autores de dichos actos fueron varios funcionarios del gobierno de Rafael Leonardo Callejas. Ante la amenaza del gobierno de Manuel Zelaya de convocar una asamblea constituyente, se le empezó a conocer como una "defensora" de la Constitución de Honduras apoyando la preservación de los artículos pétreos de la misma. También era líder coordinando marchas a favor de la paz y democracia a través del grupo Unión Cívica Democrática (UCD).

## Instituto Nacional de la Mujer (INAM)
María Martha Díaz fue nombrada Directora de la Oficina Gubernamental de la Mujer (OGM) entre febrero de 1999 y enero de 2002, período durante el cual lo convirtió en el Instituto Nacional de la Mujer.

### Crisis política en Honduras de 2009
En julio de 2009 se le nombró, por segunda vez, Ministra del Instituto Nacional de la Mujer en Tegucigalpa después de que el presidente Roberto Micheletti pidiera su apoyo para rescatar dicha Institución. Su ingreso ha provocado controversia por quienes no reconocen al actual gobierno interino de Roberto Micheletti. Según la ministra, el Instituto - el cual había sido creado para establecer políticas a favor de la mujer - había perdido curso ya que se encontró que la administración pasada se había dedicado a promover la cuarta urna durante la crisis política en Honduras de 2009 que haría posible una asamblea constituyente en vez de enfocarse en la equidad de género, siendo éste el objetivo inicial.
A raíz de la crisis política, fue juramentada el 13 de julio de 2009 como Ministra por segunda vez, para colaborar, de acuerdo con la sociedad civil, con el restablecimiento de la estabilidad del país. Al conocer su nombramiento, los manifestantes en contra del Gobierno Constitucional intentaron tomar el INAM con el objetivo de boicotear la entrada de la ministra a dicho instituto, sin saber que ella ya se encontraba dentro del establecimiento, tomando posesión de su cargo.
El presidente del Gobierno de transición la nombró como Ministra del Instituto Nacional de la Mujer dado que había sido la fundadora del mismo en 1999, en un intento de remediar la situación de despilfarro y corrupción de la que los medios de comunicación de Honduras acusaban al gobierno de Manuel Zelaya.
El Gabinete del Gobierno Constitucional empezó a consolidarse luego de los nombramientos de funcionarios en dependencias públicas.